# Unité nationale d'identification des victimes de catastrophes
L'Unité nationale d'identification des victimes de catastrophes (UNIVC) est une unité française mixte police nationale/gendarmerie, non permanente, dont le rôle est l'identification des victimes de catastrophes.
L'UNIVC se compose de :
- l'UPIVC, unité police d'identification des victimes de catastrophes
- l'UGIVC, unité gendarmerie d'identification des victimes de catastrophes

Sa création et son fonctionnement résultent de la signature en 2001 d'une convention entre le directeur général de la Police Nationale et le directeur général de la Gendarmerie Nationale. Elle est mise en œuvre dans le cas de catastrophes majeures pour lesquelles l'activation d'une seule unité (police ou gendarmerie) n'est pas suffisante.
Cette identification est souvent problématique en raison du grand nombre de victimes et du mauvais état des corps qui ne permet pas une reconnaissance visuelle. La reconnaissance se base donc avant tout sur les vêtements que portait la personne au moment de la catastrophe, les signes particuliers (comme les prothèses, cicatrices ou tatouages), les empreintes digitales, palmaires, oculaires et dentaires ainsi que les empreintes génétiques (analyse ADN).

## Autres pays
Dans d'autres pays multilingues comme la Belgique ou la Suisse, on emploie le terme anglais Disaster Victim Identification (DVI) utilisé par Interpol.  Depuis 1984, Interpol publie un guide.